# Carsten Neßhöver
Carsten Neßhöver ist ein deutscher Geoökologe. Seit 2020 arbeitet er im Präsidialbereich des Umweltbundesamtes. Zuvor war er von 2018 bis 2020 als Generalsekretär des Sachverständigenrates für Umweltfragen (SRU) in Berlin tätig.

## Leben
Nach seinem Studium der Geoökologie an der Universität Bayreuth und seiner Diplomarbeit mit dem Titel „Charakterisierung der Vegetationsdiversität eines Landschaftsausschnittes durch funktionelle Attribute von Pflanzen - Ein Beispiel aus der Nördlichen Frankenalb“ arbeitete er ab 2000 als Wissenschaftlicher Mitarbeiter des Bayreuther Instituts für Terrestrische Ökosystemforschung (BITÖK) und des Lehrstuhls für Biogeografie der Universität Bayreuth. Unter anderem erarbeitete er im Forschungsprojekt "BIOLOG-Bayreuth - Biodiversität und Ökosystemfunktionen in experimentellen Grünlandbeständen" seine Promotion zum Thema „The role of plant functional diversity for eocosystem functioning in Central European grasslands - A theoretical framework and evidence from a long-term experiment“. Seit 2004 war er Wissenschaftlicher Mitarbeiter im "Department Naturschutzforschung" des UFZ und wurde dort 2010 Stellvertretender Departmentleiter und Co-Leiter der Arbeitsgruppe Theorie und Science-Policy.
Von 2018 bis 2020 war er als Generalsekretär des Sachverständigenrates für Umweltfragen (SRU) mit der Leitung der Geschäftsstelle des Rates in Berlin betraut.

## Forschung und Wissenstransfer
Neben konzeptionellen Arbeiten zu Biodiversität und Ökosystemleistungen arbeitete Neßhöver am UFZ vor allem an der Erforschung und Umsetzung von Transferprozessen zwischen Umweltforschung und -politik. So gründete er die über verschiedene Departments hinweg arbeitende UFZ Science-Policy-Expert Group. Er war Mitinitiator und Koordinator des Netzwerk-Forum Biodiversitätsforschung (NeFo). Auf europäischer und internationaler Ebene war er an zahlreichen Projekten an der Schnittstelle zwischen Wissenschaft und Politik beteiligt, u. a. in der wissenschaftlichen Koordination der globalen Studie zur Ökonomie der Ökosysteme und der Biodiversität (TEEB).
Ein Schwerpunkt der inhaltlichen Arbeit von Neßhöver sind dabei neue Konzepte der Umweltforschung, die explizit auf eine bessere Berücksichtigung von Umweltbelangen in der Politik abzielen (z. B. Ökosystemleistungen, ökonomische Bewertung von Naturressourcen, Natur-basierte Lösungen). In der praktischen Arbeit zur Verbesserung des Dialoges zwischen Wissenschaft und Gesellschaft entwickelte er in verschiedenen Projekten auf europäischer Ebene einen neuen Ansatz zum Wissensdialog zu Biodiversitätsthemen.
Er veröffentlicht sowohl Bücher und Artikel, die sich an ein breiteres Publikum wenden, wie auch Fachartikel zu Fragen des Biodiversitätsschutzes und des Wissenstransfers.

## Publikationen

### Bücher
- C. Neßhöver: Biodiversität - Unsere wertvollste Ressource. Herder-Verlag, Freiburg im Breisgau 2013, ISBN 978-3-451-06598-9.
- K. Vohland, A. Paulsch, E. Marquard, K. Henle, C. Häuser, C. Neßhöver: Biodiversitätsforschung und politisches Handeln. In: E. Beck (Hrsg.): Die Vielfalt des Lebens : wie hoch, wie komplex, warum? Wiley-VCH, Weinheim 2013, S. 225–234.
- C. Neßhöver, C. Prip, H. Wittmer: Biodiversity governance – A global perspective from the Convention on Biological Diversity. In: A. Gasparatos, K. J. Willis (Hrsg.): Biodiversity in the Green Economy. Taylor & Francis, London 2015, S. 289–308.

### Publikationen
- K. Jax, D. N. Barton, K. M. A. Chan, R. de Groot, U. Doyle, U. Eser, C. Görg, E. Gómez-Baggethun, Y. Griewald, W. Haber, R. Haines-Young, U. Heink, T. Jahn, H. Joosten, L. Kerschbaumer, H. Korn, G. W. Luck, B. Matzdorf, B. Muraca, C. Neßhöver, B. Norton, K. Ott, M. Potschin, F. Rauschmayer, C. von Haaren, S. Wichmann: Ecosystem services and ethics. In: Ecological Economics. Band 93, 2013, S. 260–268.
- C. Neßhöver, J. Timaeus, H. Wittmer, A. Krieg, N. Geamana, S. van den Hove, J. Young, A. Watt: Improving the Science-Policy Interface of Biodiversity Research Projects. In: GAIA. Band 22, 2013, S. 99–103. open access
- G. Pe’er, J. A. McNeely, M. Dieterich, B. G. Jonsson, N. Selva, J. M. Fitzgerald, C. Neßhöver: IPBES: Opportunities and Challenges for SCB and other learned societies. In: Conservation Biology. Band 27, 2013, S. 1–3.
- C. Neßhöver, M. Vandewalle, H. Wittmer, E. V. Balian, E. Carmen, I. R. Geijzendorffer, C. Görg, R. Jongman, B. Livoreil, L. Santamaria, S. Schindler, J. Settele, I. Sousa Pinto, K. Török, J. van Dijk, A. Watt, J. Young, K. P. Zulka, Kneu Project Team: The Network of Knowledge approach – improving the science and society dialogue on biodiversity and ecosystem services in Europe. In: Biodiversity and Conservation. Band 25, Nr. 7, 2016, S. 1215–1234. (doi:10.1007/s10531-016-1127-5, open access)
- K. Reuter, M. Timpte, C. Neßhöver: Correspondance - Disciplinary balance: How to engage social scientists in IPBES. In: Nature. Band 531, Nr. 7593, 2016, S. 173.